# Karunkel-Fruchttaube
Die Karunkel-Fruchttaube (Ptilinopus granulifrons), auch Warzenfruchttaube genannt, ist eine Art der Taubenvögel. Sie kommt nur auf den Obi-Inseln in Südostasien vor. Die Art wird von der IUCN als gefährdet eingestuft. Über die Lebensweise dieser Art ist verhältnismäßig wenig bekannt.

## Erscheinungsbild
Die Karunkelfruchttaube erreicht eine Körperlänge von 22 Zentimetern. Die Art weist große Ähnlichkeit zur Blaukopf-Fruchttaube auf. Sie hat verglichen mit dieser aber einen etwas längeren Schwanz. Wesentliches Unterscheidungsmerkmal ist jedoch die Wachshaut, die an ihrer Basis granulatartige Auswüchse in Form eines fleischigen Knotens aufweist.
Das Gefieder ist tiefgrün und schimmert bronzefarben. Der Kopf ist blaugrau. Über die Schulter und die Flügel verlaufen je zwei helle blaugraue Streifen. Die Taube weist am Bauch einen großen purpurfarbenen Fleck auf. Die Unterschwanzdecken sind gelb. Der Schnabel ist an der Basis blaugrau und hellt zur Spitze in einen gelblichen Ton auf. Die Iris ist braun. Die Füße sind dunkelgrau.

## Verbreitungsgebiet und Verhalten
Die Karunkel-Fruchttaube ist eine endemische Art der Obi-Inseln im Norden der Molukken. Obwohl sie auf dieser Inselgruppe weit verbreitet ist, ist der Bestand insgesamt sehr gering. Es handelt sich um eine waldbewohnende Taube, die in Primär- und Sekundärwald, an Waldrändern sowie auf baumbestandenen Kulturland vorkommt. Der Bestand wird von der IUCN auf 3.000 bis 10.000 Individuen geschätzt. Die Bestände nehmen ab, was vor allem auf Holzeinschlag im Lebensraum dieser Taube zurückgeführt wird.

## Belege